# Eutheria
Gli Euteri (Eutheria, Huxley, 1880) o Euplacentati sono una delle due infraclassi di mammiferi della sottoclasse dei Theria (l'altra è rappresentata dai Metatheria).
Il nome significa "vere bestie". Sono dotati di placenta più efficiente rispetto ai Metatheria (o Marsupiali), dotati di placenta vitellina. Raggruppano la maggioranza dei mammiferi viventi, tra cui l'uomo, e sono diffusi in tutti i continenti.

## Descrizione
Gli Euteri hanno una temperatura corporea più elevata e stabile degli altri Mammiferi: a causa di ciò posseggono testicoli esterni, in quanto la spermioistogenesi viene disturbata da temperature troppo elevate.

Gli Euteri si distinguono dagli altri mammiferi per il fatto che il feto è nutrito durante la gestazione per mezzo di una placenta perfezionata mentre, generalmente, questo non succede negli altri mammiferi (Mus malabaricus è una cospicua eccezione a questa regola). Si riproducono sessualmente, e il piccolo si sviluppa completamente all'interno del corpo della madre. I Mammiferi Euteri sono vivipari. La specie di Eutheria più antica conosciuta appartiene al genere Eomaia, ritrovata in Cina e risalente al Cretaceo Inferiore. È indubbiamente un membro degli Euteri, ma i fianchi dell'animale sono costruiti troppo rigidamente per permettere la nascita di un piccolo ben formato. Ciò fa fortemente pensare che la placenta abbia giocato solo un piccolo ruolo nello sviluppo del piccolo.

## Caratteristiche anatomiche
I mammiferi placentati si distinguono anatomicamente dagli altri mammiferi per:
- un'apertura sufficientemente ampia nella parte inferiore del bacino per consentire la nascita di un figlio di grandi dimensioni rispetto alle dimensioni della madre.
- l'assenza di ossa epipubiche che si estendono in avanti dal bacino, che si trovano in tutti gli altri mammiferi. (La loro funzione nei mammiferi non placentati è quella di irrigidire il corpo durante la locomozione, ma nei placentati inibirebbero l'espansione dell'addome durante la gravidanza.)
- le ossa più posteriori del piede si inseriscono in una cavità formata dalle estremità della tibia e del perone, formando un'articolazione della caviglia superiore a tenone e mortasa completa.
- la presenza di un malleolo nella parte inferiore del perone.
- invece di una cloaca come nei monotremi, nei marsupiali e nella maggior parte degli altri vertebrati, i dotti urogenitali escono attraverso la vulva o il pene e il retto si apre come l'ano.
- la presenza di un corpo calloso tra gli emisferi cerebrali.

## Prime specie
Eomaia scansoria è datato a circa 125 milioni di anni fa ed è, al momento, il più antico tra gli Euteri. Tuttavia le sue specializzazioni da mammifero arrampicatore arboricolo alternate a caratteri invece simili ai Marsupiali inducono gli scienziati a calcolare ancora più indietro nel tempo la nascita dell'infraclasse. Seguono a distanza di pochi milioni di anni i generi Murtoilestes e Prokennalestes, entrambi forme ancora ancestrali. Dal genere Prokennalestes sembrerebbero derivare lo sconosciuto e rapidamente estinto ordine degli Asioryctitheria nonché i primi rappresentanti di tutti i vari ordini attuali. Si aggiorna continuamente poi la lista di fossili di animali considerati "basali" (cioè alla base degli ordini attuali) ma che non è possibile classificare con certezza perché le ricostruzioni sono limitate a pochi frammenti: risalgono tutti al Cretaceo superiore i fossili di Bobolestes e Beleutinus (forse appartenenti al gruppo Zalambalestidae) e quelli dei generi Sahnitherium e Deccanolestes (che presentano analogie con i primi rappresentanti dei Carnivori). Non è ancora chiaro, infine, se il genere nordamericano Montanalestes debba essere classificato o meno negli Eutheria viste le sue analogie con Prokennalestes che però è stato ritrovato in Mongolia: fossili come Eomaia e Prokennalestes hanno indotto gli scienziati a ipotizzare un'origine asiatica degli Eutheria e se Montanalestes ne fosse incluso si dovrebbe ipotizzare una radiazione geografica enorme per quei tempi e un arretramento dei tempi di comparsa. Si tratta comunque solo di teorie non ancora supportate da ritrovamenti fossili inequivocabili.

## Tassonomia
Secondo la classificazione stabilita da O. Madsen nel 2001, gli Euteri vengono suddivisi in 5 superordini i cui rapporti filogenetici sono illustrati nel seguente cladogramma:
|  | Euarchontoglires |
|  |                  |
|  | Laurasiatheria   |
|  |                  |

|  | Xenarthra        |
|  |                  |
|  | Afrotheria       |
|  |                  |
|  | Meridiungulata † |
|  |                  |

|  | Euarchontoglires |
|  |                  |
|  | Laurasiatheria   |
|  |                  |

|  | Xenarthra        |
|  |                  |
|  | Afrotheria       |
|  |                  |
|  | Meridiungulata † |
|  |                  |

- Superordine Euarchontoglires
  - Ordine Rodentia - ratti, topi, scoiattoli, istrici, castori, ghiri, capibara, ecc.
  - Ordine Lagomorpha - lepri, conigli, pica
  - Ordine Scandentia - tupaie, ptilocerco
  - Ordine Dermoptera - colughi
  - Ordine Plesiadapiformes †
  - Ordine Primates - scimmie, lemuri, uomo

- Superordine Laurasiatheria
  - Ordine Erinaceomorpha - ricci e gimnuri
  - Ordine Soricomorpha - talpe, toporagni, solenodonti
  - Ordine Artiodactyla - cervi, giraffe, maiali, antilopi, capre, ecc.
  - Ordine Cetacea - balene, delfini
  - Ordine Carnivora - canidi, felidi, orsi, foche, donnole, ecc.
  - Ordine Chiroptera - pipistrelli
  - Ordine Perissodactyla - cavalli, rinoceronti, tapiri
  - Ordine Cimolesta †
  - Ordine Pholidota - pangolini

- Superordine Xenarthra
  - Ordine Cingulata - armadilli
  - Ordine Pilosa - formichieri, bradipi

- Superordine Afrotheria
  - Ordine Afrosoricida - tenrec, talpe dorate
  - Ordine Hyracoidea - procavie
  - Ordine Tubulidentata - oritteropo
  - Ordine Macroscelididae - toporagni elefante
  - Ordine Proboscidea - elefanti
  - Ordine Sirenia - lamantini e dugongo
  - Ordine Embrithopoda †
  - Ordine Desmostylia †
  - ? Ordine Ptolemaiida † (in altre classificazioni i Ptolemaiidi sono una famiglia dei Pantolesta, sottordine dei Cimolesta)

- Superordine Meridiungulata †
  - Ordine Pyrotheria
  - Ordine Astrapotheria
  - Ordine Notoungulata
  - Ordine Litopterna
  - Ordine Xenungulata

Questa classificazione non tiene conto degli studi di Kriegs e Svartman del 2006, per i quali l'intera infraclasse Eutheria andrebbe divisa in Edentata (gli Xenartri, unici a non possedere una staffa che permette il passaggio di un vaso sanguigno all'interno dell'orecchio medio) ed Epitheria (comprendente tutti gli altri gruppi).

## Evoluzione
Nel cretaceo sono comparsi diversi lignaggi: Atlantogenata (comprendente Afrotheria e Xenarthra) e Boreoutheria che a sua volta comprende Euarchontoglires e Laurasiatheria. La comparsa di tali lignaggi non è simultanea, ma è strettamente collegata alla disgregazione del continente nel tardo Cretaceo portando alla prima differenziazione dei mammiferi placentati, si pensa difatti che l'Afrotheria abbia avuto origine in Africa, Boreoeutheria nell'Eurasia e Nord America e infine Xenarthra in Sud America. Il momento della formazione di ulteriori lignaggi corrisponde effettivamente al momento di separazione dei continenti, ad esempio Sud America e Africa facevano entrambi parte del Gondwana per poi separarsi definitivamente. 
L'esatta sequenza di eventi biogeografici che portano alla separazione di questi gruppi dipende dalla risoluzione della radice filogenetica dei lignaggi placentari viventi, la quale si rivela complessa, tutto ciò ha portato a tre possibili  risoluzioni, abbastanza probabili, in quanto supportate da studi molecolari.
1ª teoria: secondo questa teoria Xenarthra è il gruppo più antico con i lignaggi rimanenti comprendenti un clado chiamato Epitheria. Diversi studi hanno recuperato una relazione di gruppo sorella tra Xenarthra e Boreoeutheria,, formando un clado chiamato Notolegia o Exafroplacentalia. Questa risoluzione, con Afrotheria come clado più divergente, suggerisce che la rottura tra Sud America e Africa, avrebbe causato la scissione iniziale nei mammiferi della placenta coronale. I progenitori sarebbero rimasti in Africa, i progenitori degli altri placentari invece sarebbero prima stati in Sud America, da dove poi avrebbero colonizzato i continenti settentrionali attraverso alcuni corridoi. (Teoria maggiormente accreditata)
2ª teoria: uno scenario alternativo e non esclusivo è che Notolegia fosse più diffusa in Gondwana e almeno alcuni dei suoi membri fossero presenti in India prima che si separasse; quando l'India si scontrò con l'Asia, questi lignaggi avrebbero poi colonizzato i continenti settentrionali attraverso l'Eurasia 
3ª teoria: quest'ultima teoria, grazie a studi recenti, supporta una relazione di gruppo sorella tra Afrotheria e Xenarthra (che insieme formano un clado noto come Atlantogenata). In base a questa ricostruzione filogenetica, la divisione iniziale in Placentalia è tra igruppi meridionali e settentrionali, con la rottura finale tra Sud America e Africa probabilmente alla base della separazione tra i due lignaggi meridionali. Date queste intriganti implicazioni biogeografiche, lo sforzo per risolvere la posizione della radice del mammifero placentare rimarrà probabilmente un argomento di ricerca attiva nei prossimi anni.